# Caftor

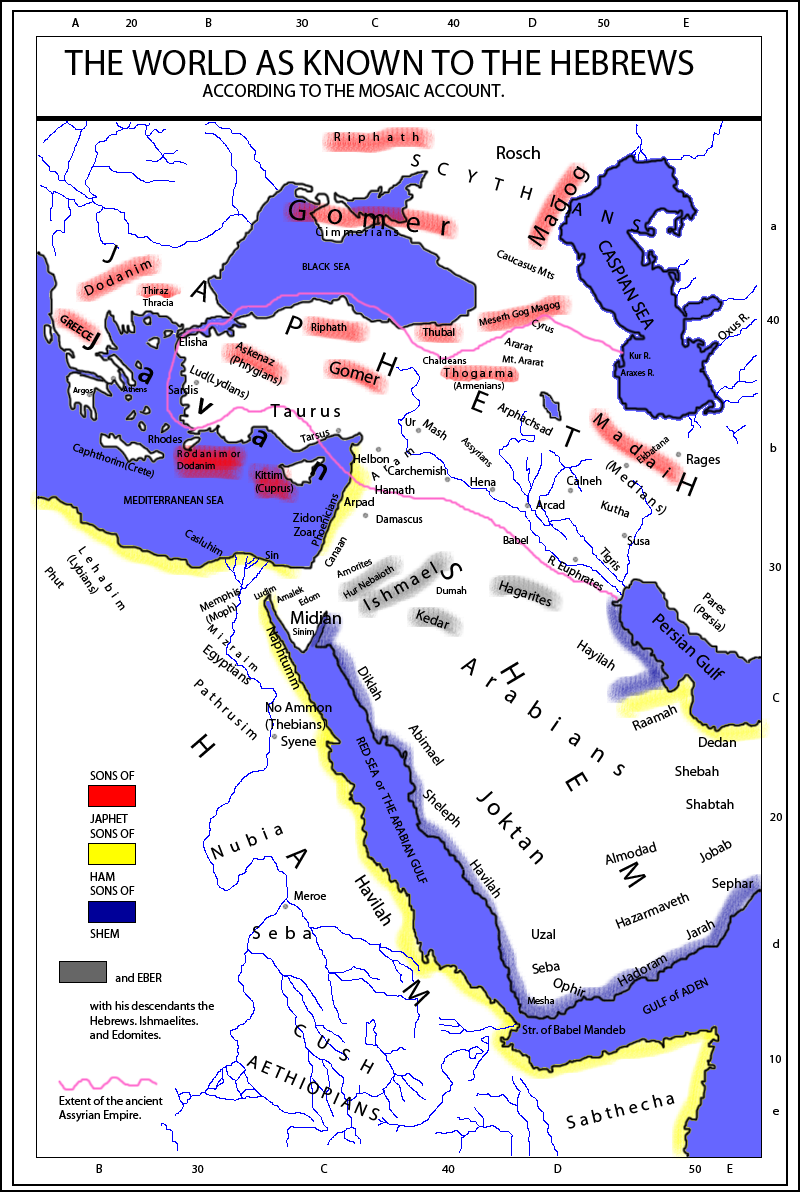
The world as known to the Hebrews

Caftor és una localitat mencionada a la Bíblia i en literatura relacionada que es refereix als descendents de Misraim, als qui anomena caftorites, i dels quals provenen els filisteus.
Concretament se'n parla al Gn 10:13-14, a 1 Cr 1:11-12 i a les Antiguitats judaiques de Flavi Josep. També se'n troben referències a les inscripcions antigues de l'antic Egipte, Mari (Mesopotàmia) i Ugarit. Les fonts tradicionals hebreus situen la localitat en una regió de Pelúsion i d'altres fonts la situen a Cilícia, Xipre o Creta. Totes les fonts relacionen el poble amb els invasors Filisteus.